# Площа Вогезів
Площа Воге́зів (фр. Place des Vosges) — найстаріша площа Парижа. Розташована в кварталі Маре. За формою — правильний квадрат зі сторонами 140 метрів. До 1799 року називалася Королівською (фр. Place Royale). Теперішню назву отримала на честь жителів департаменту Вогези, які добровільно стали сплачувати внески на утримання революційної армії.
Забудовувалася за указом Генріха IV з 1605 по 1612 років; з тих пір її вигляд залишався майже незмінним. Будинки площі витримані в єдиному стилі — з червоної цегли зі смугами сірого каменю. Дві будівлі з більш високими мансардними дахами іменуються павільйонами короля та королеви (тут простолюд справляв весілля Людовика XIII та Анни Австрійської). У будинках на площі жили багато знаменитих людей — Сюллі, кардинал Рішельє, Маріон Делорм, Боссюе, Віктор Гюго, Теофіль Готьє, Альфонс Доде та ін. На Королівській площі відбувся лицарський турнір, в якому смертельну рану отримав король Франції Генріх II.
Кінна статуя Людовика XIII, встановлена на площі стараннями Рішельє, була розплавлена під час революції; відновлена в 1825 році. Більшу частину площі нині займають липові насадження й фонтан.

## Галерея Площі Вогезів

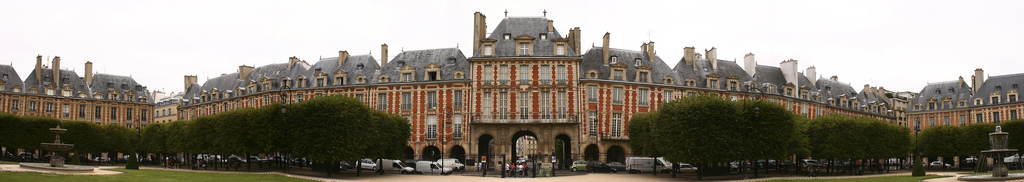
Панорама

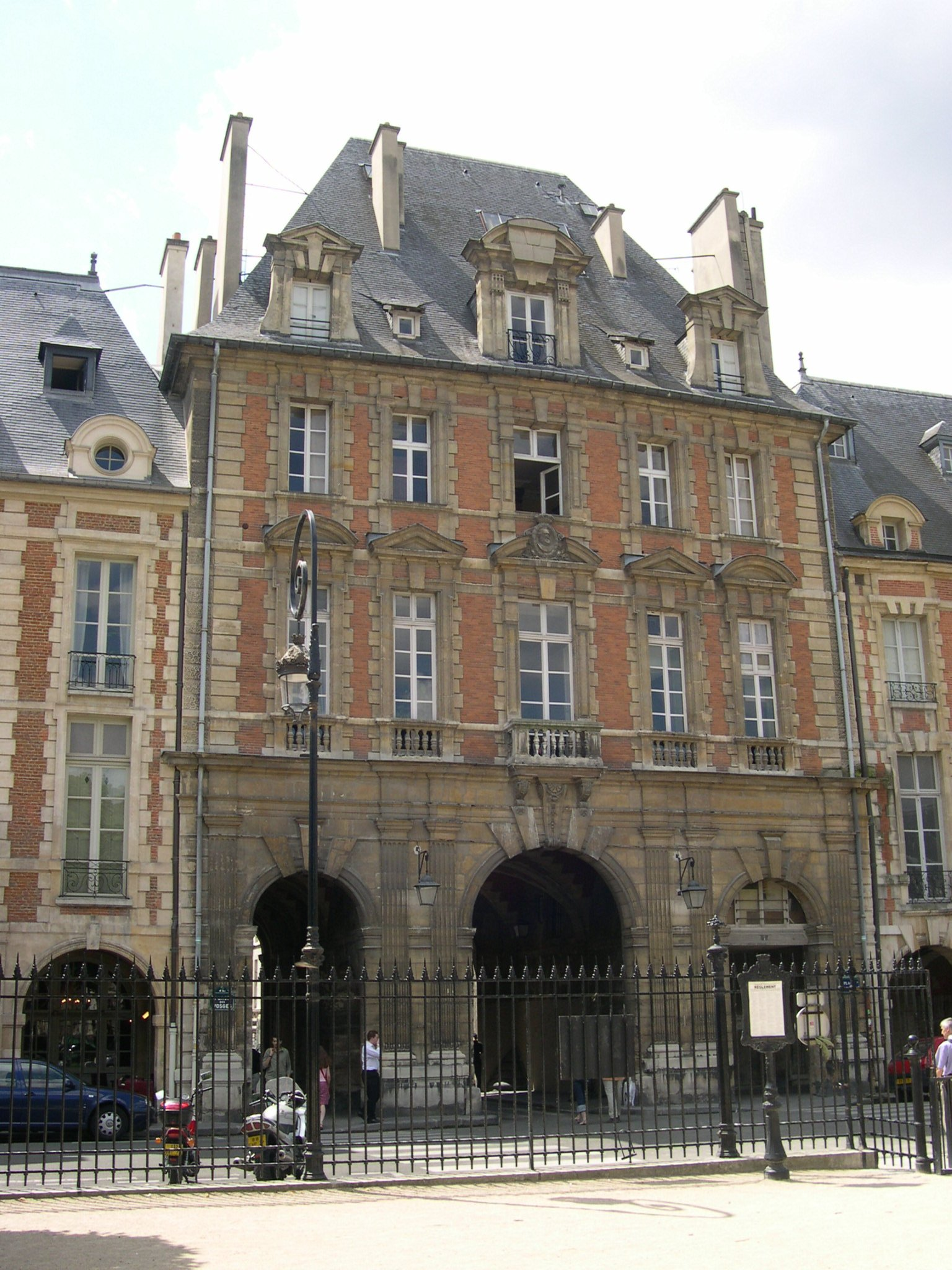
Павільйон короля
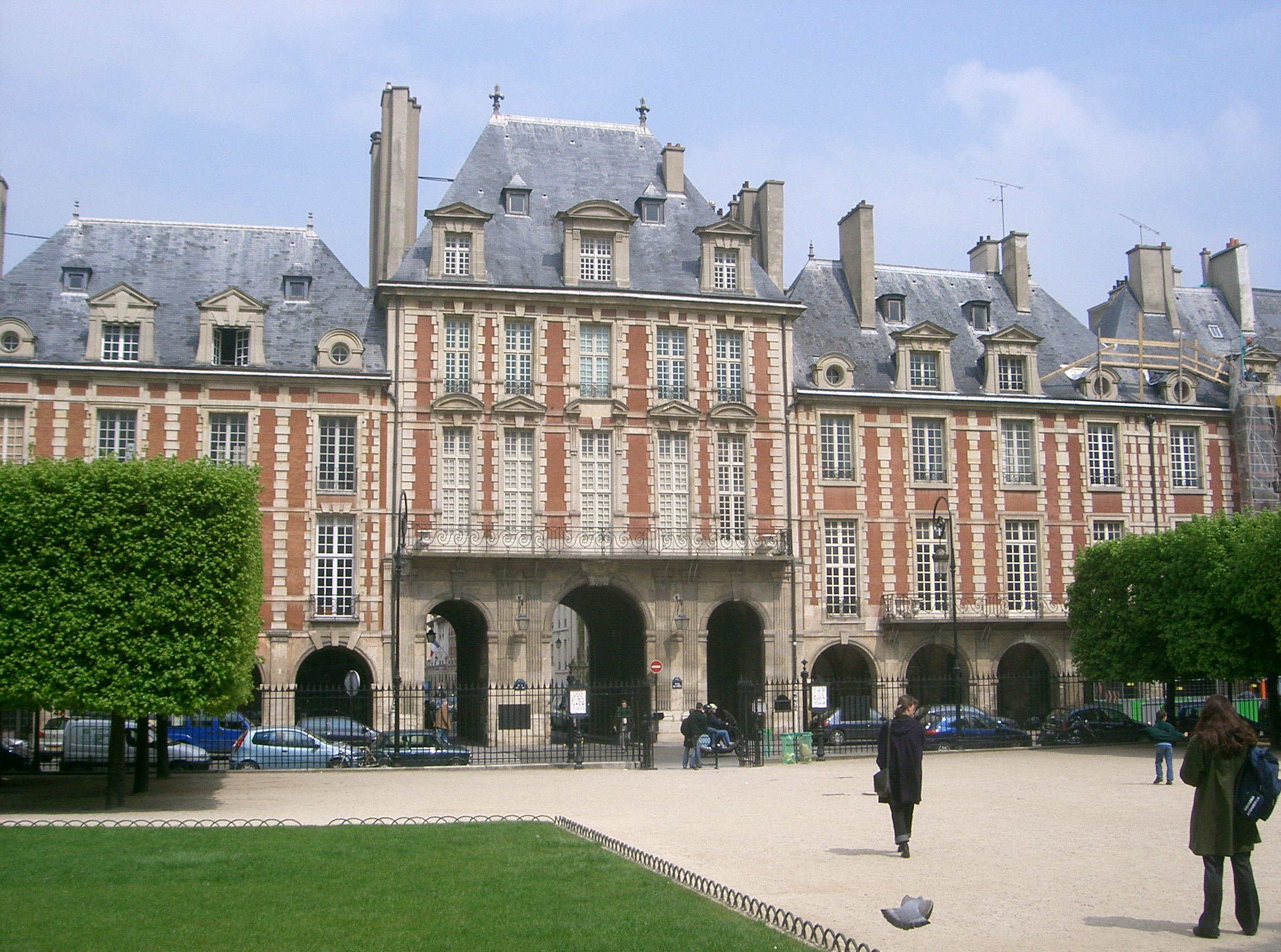
Павільйон королеви
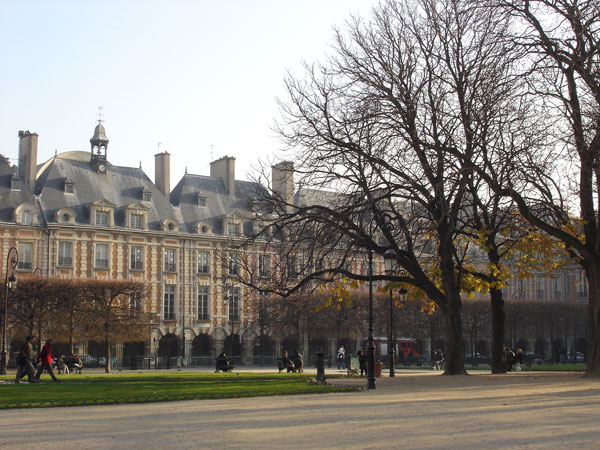
Вид площі Вогезів
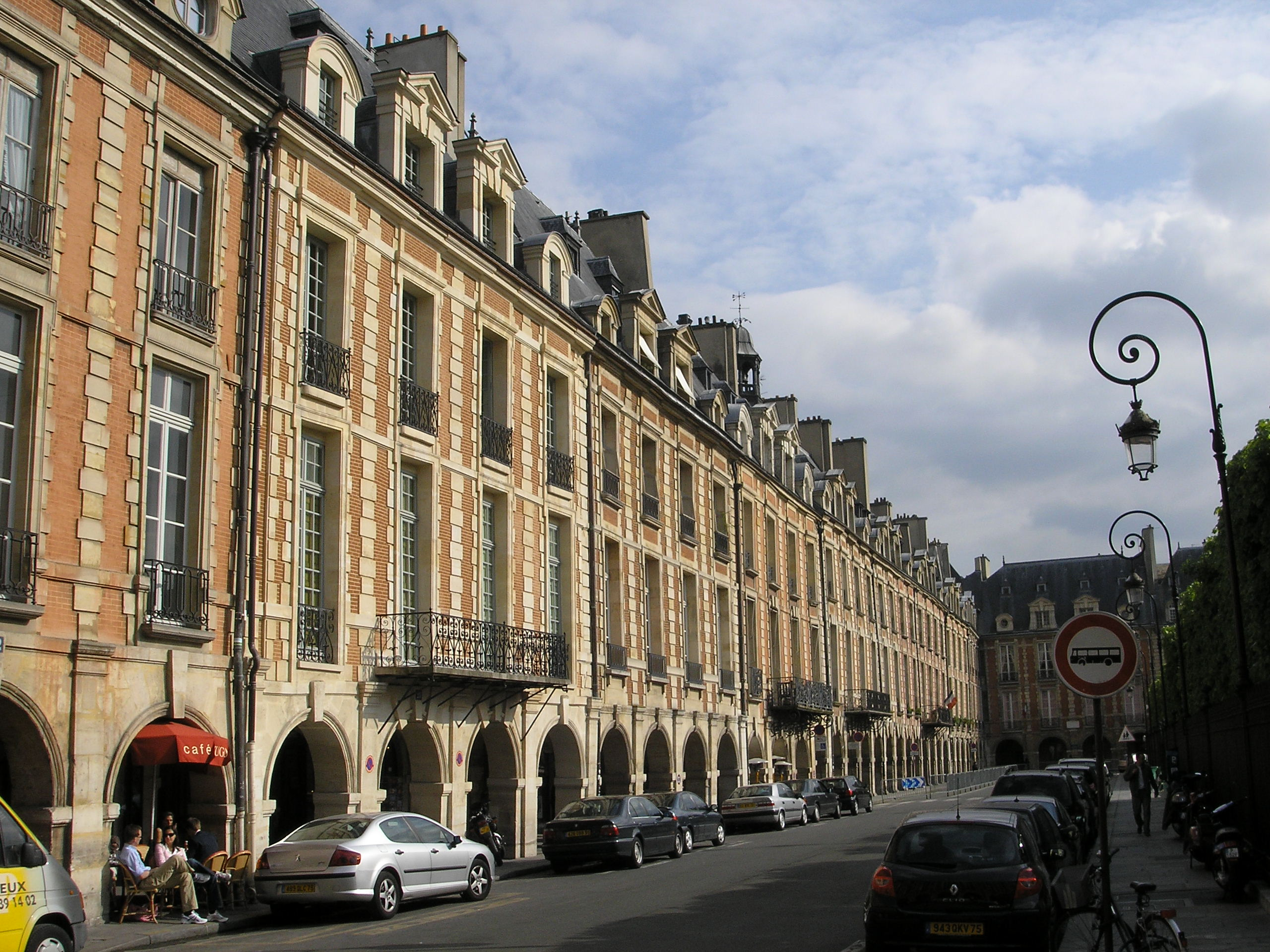
Вид площі Вогезів
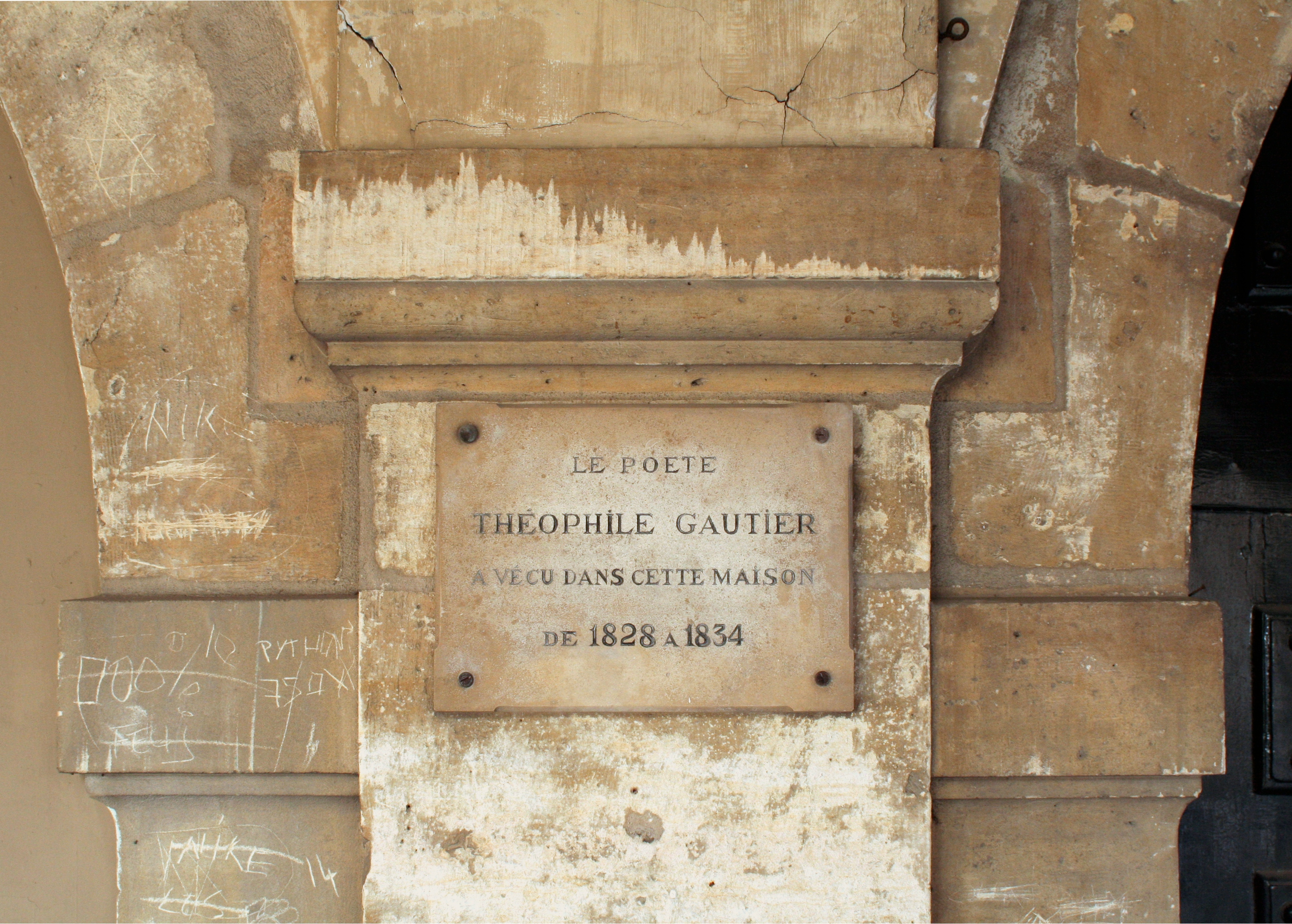
Тут мешкав Теофіль Ґотьє
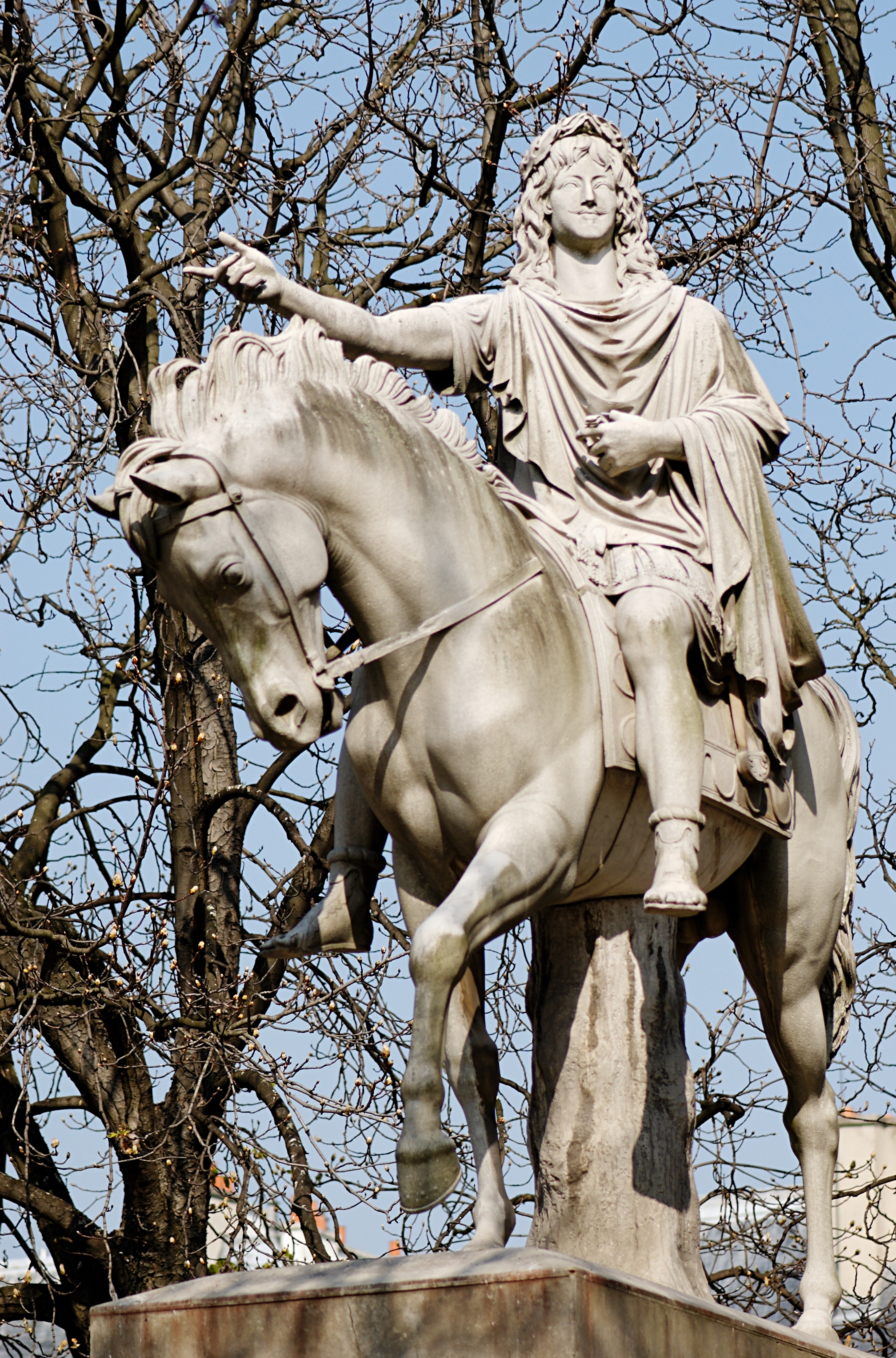
Скульптура Людовика XIII
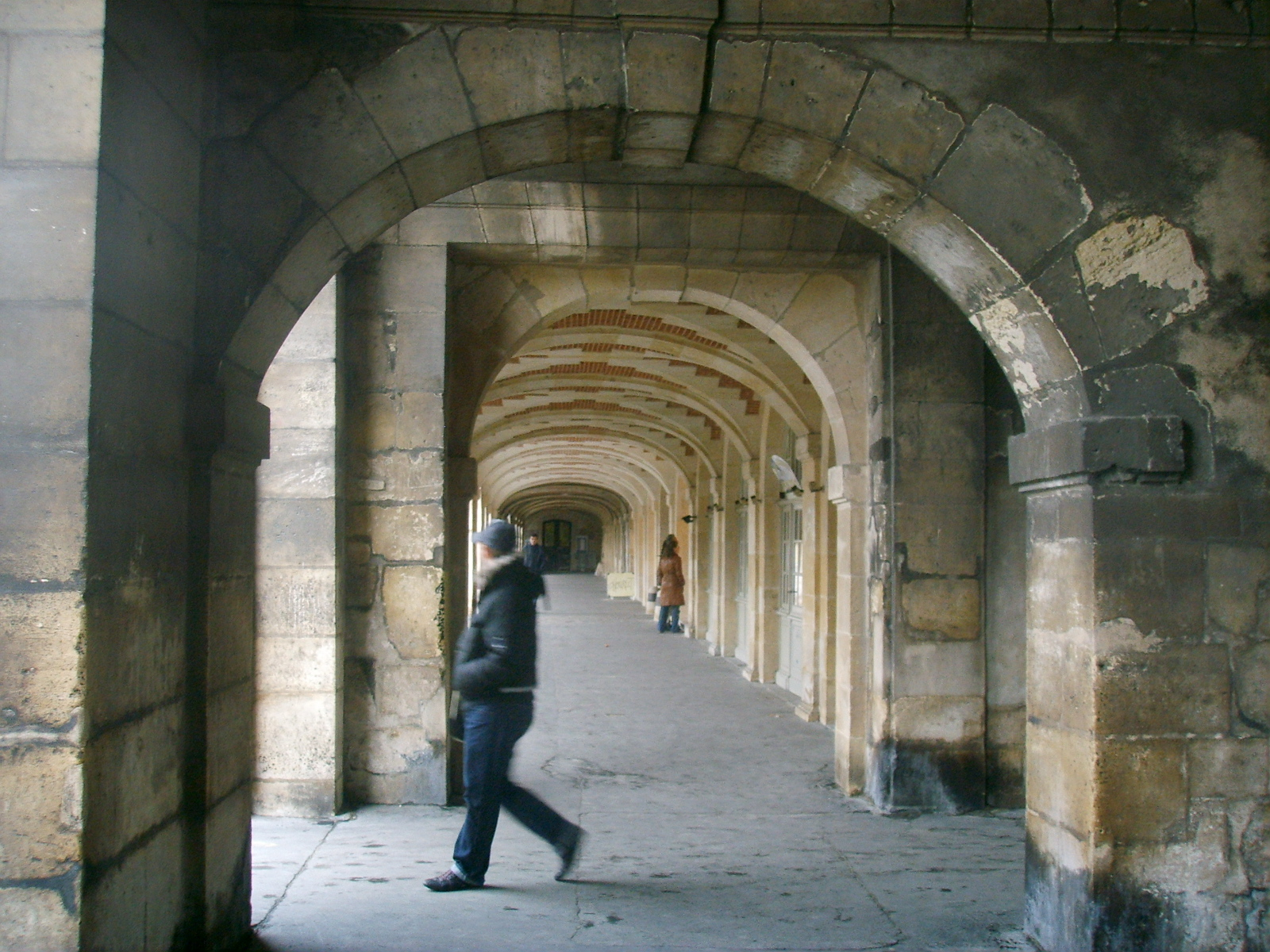
Аркади площі Вогезів
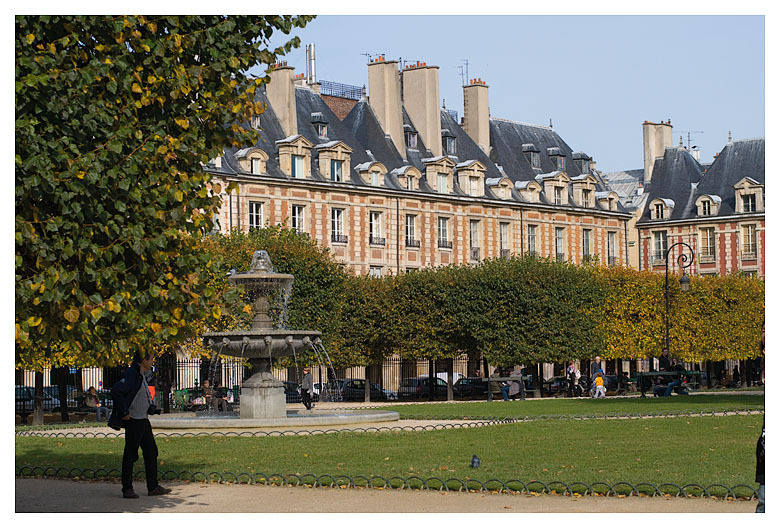
Площа Вогезів весною